# Astor Piazzolla
Astor Pantaleón Piazzolla (phát âm tiếng Tây Ban Nha: [pjaˈsola], phát âm tiếng Ý: [pjatˈtsɔlla]; 11 tháng 3 năm 1921 - 4 tháng 7 năm 1992) là nhà soạn nhạc tango Argentina, người chơi nhạc cụ bandoneon và nhạc sĩ hòa âm phối khí. Các tác phẩm của ông đã cách mạng hóa tango truyền thống thành một phong cách mới gọi là nuevo tango (dòng nhạc Tango mới), kết hợp các yếu tố từ nhạc jazz và nhạc cổ điển. Là một nghệ sĩ bandoneon điệu nghệ, ông thường biểu diễn các tác phẩm của mình với nhiều nhóm chơi nhạc khác nhau.
Năm 1992, nhà phê bình âm nhạc Mỹ Stephen Holden mô tả Piazzolla là "nhà soạn nhạc hàng đầu thế giới của nhạc tango".

## Tiểu sử

### Thời thơ ấu
Piazzolla sinh ra ở Mar del Plata, Argentina vào năm 1921, là người con duy nhất của một gia đình nhập cư Ý. Ông nội của ông, thủy thủ và ngư dân tên là Pantaleo Piazzolla đã di cư đến Mar del Plata từ Trani, một cảng biển ở vùng Apulia, đông nam Ý vào cuối thế kỷ 19. Mẹ của ông là con gái của hai người di dân Ý từ Lucca ở Toscana 
Năm 1925, Astor Piazzolla cùng gia đình dọn tới Greenwich Village ở thành phố New York, Mỹ, nơi mà trong những ngày đó là một khu phố bạo lực trộn lẫn giữa gangster và những người nhập cư làm việc chăm chỉ . Cha mẹ ông làm việc nhiều giờ và do đó Piazzolla sớm học cách tự chăm sóc bản thân trên đường phố mặc dù có tật đi khập khiễng. Ở nhà, ông nghe các đĩa nhạc của cha mình được trình bày bởi các ban nhạc tango Carlos Gardel và Julio de Caro, và đã tiếp xúc với nhạc jazz và nhạc cổ điển, kể cả Bach, từ khi còn nhỏ. Ông bắt đầu chơi bandoneon sau khi cha ông phát hiện ra một nhạc cụ này trong một cửa hàng cầm đồ ở New York năm 1929.
Sau khi trở lại thành phố New York từ một chuyến viếng thăm ngắn ở Mar del Plata vào năm 1930, gia đình chuyển tới Little Italy ở Manhattan. Năm 1932, Piazzolla sáng tác bản nhạc tango đầu tiên của mình, "La Catinga". Năm sau ông học nhạc với nghệ sĩ piano cổ điển Hungary Bela Wilda, một học trò của Rachmaninoff, người đã dạy anh chơi nhạc của Bach trên bandoneon của mình. Năm 1934, ông gặp Carlos Gardel, một trong những nhân vật quan trọng nhất trong lịch sử của tango, và đóng vai một cậu bé giao báo trong phim El día que me quieras. Gardel đã mời Piazzolla chơi bandoneon, lúc đó còn trẻ, tham gia cùng ông trong chuyến lưu diễn của mình. Tuy nhiên cha ông quyết định rằng ông không đủ lớn để đi cùng, làm cho Piazzolla căm phẫn. Sự thất vọng của việc bị cấm tham gia tour trình diễn lại cho thấy đó là điều may mắn, vì trong chuyến lưu diễn năm 1935, Gardel và toàn bộ dàn nhạc của ông đã thiệt mạng trong một tai nạn máy bay. Trong những năm sau đó, Piazzolla nói đùa về vấn đề rằng, nếu cha anh đã không cẩn thận, Piazzolla sẽ chơi đàn hạc hơn bandoneon .

### Sự nghiệp ban đầu
Năm 1936, ông trở về Mar del Plata cùng với gia đình, nơi ông bắt đầu chơi trong các ban nhạc tango khác nhau và trong khoảng thời gian đó ông khám phá ra âm nhạc của nhóm 6 người của Elvino Vardaro trên đài phát thanh. Phong cách diễn tả Tango của Vardaro đã gây ấn tượng mạnh mẽ cho Piazzolla và nhiều năm sau ông ta trở thành nghệ sĩ violin của Piazzolla trong Orquesta de Cuerdas và First Quintet của ông.
Lấy cảm hứng từ điệu tango của Vardaro, và chỉ mới 17 tuổi, Piazzolla chuyển đến Buenos Aires vào năm 1938, nơi năm sau đó, ông đã hiện thực một giấc mơ khi gia nhập dàn nhạc của bandoneonist Anibal Troilo, mà sẽ trở thành một trong những dàn nhạc tango vĩ đại nhất thời đó. Piazzolla được nhận để thay thế tạm thời cho Toto Rodríguez, người bị bệnh, nhưng khi Rodríguez trở lại làm việc, Troilo quyết định giữ lại Piazzolla như là một nhạc sĩ bandoneon thứ tư. Ngoài việc chơi đàn bandoneon, Piazzolla cũng đã trở thành nhà hòa âm cho Troilo và thỉnh thoảng chơi piano cho ông ấy. Đến năm 1941, ông kiếm được một khoản tiền lương cao, đủ để trả cho các bài học âm nhạc với Alberto Ginastera, một nhà soạn nhạc Argentina nổi tiếng về nhạc cổ điển. Chính nghệ sĩ piano Arthur Rubinstein, lúc đó sống ở Buenos Aires, người đã khuyên ông ta theo học với Ginastera và nghiên cứu sâu thêm về Stravinsky, Bartók, Ravel, và những người khác. Piazzolla dậy sớm mỗi buổi sáng để nghe dàn nhạc Teatro Colón diễn tập trong khi vẫn tiếp tục lịch trình biểu diễn náo nhiệt trong câu lạc bộ tango vào ban đêm. Trong suốt năm năm nghiên cứu của mình với Ginastera, ông điều khiển dàn hợp xướng, và sau đó ông coi đây là một trong những điểm mạnh của mình. Năm 1943, ông bắt đầu học piano với nghệ sĩ piano cổ điển người Argentina Raúl Spivak, tiếp tục trong năm năm tới, và viết những tác phẩm cổ điển đầu tiên của mình "Preludio No.1 for Violin and Piano" và "Suite for Strings and Harps". Cùng năm đó anh kết hôn với người vợ đầu tiên, Dedé Wolff, một nghệ sỹ, người mà ông cùng có hai người con là Diana và Daniel.
Thời gian trôi qua, Troilo bắt đầu lo ngại rằng những ý tưởng âm nhạc tiên tiến của nhà soạn nhạc trẻ tuổi có thể làm suy yếu phong cách của dàn nhạc của mình và làm cho nó ít hấp dẫn hơn đối với các người nhảy tango. Căng thẳng xảy ra giữa hai nhà bandoneon cho đến năm 1944, Piazzolla tuyên bố ý định rời Troilo và tham gia vào dàn nhạc của ca sĩ tango và nghệ sĩ bandoneon Francisco Fiorentino. Piazzolla hướng dẫn dàn nhạc của Fiorentino cho đến năm 1946 và thực hiện nhiều bản thu âm cùng với ông ta, bao gồm cả hai bản nhạc tango không lời đầu tiên của anh, La chiflada và Color de rosa.
Năm 1946, Piazzolla thành lập Orquesta Típica, mặc dù có một đội hình tương tự như các dàn nhạc tango khác vào thời đó, nó cho ông cơ hội đầu tiên thử nghiệm cách tiếp cận của mình trong việc hòa âm và nội dung âm nhạc của tango. Cùng năm đó ông sáng tác, El Desbande, mà ông coi là bản tango chính thức đầu tiên của mình, và sau đó bắt đầu soạn nhạc cho các bộ phim, bắt đầu với Con los mismos colores năm 1949 và Bólidos de acero năm 1950, cả hai bộ phim do Carlos Torres Ríos đạo diễn.
Sau khi giải tán dàn nhạc đầu tiên của mình vào năm 1950, anh hầu như bỏ rơi tango khi anh tiếp tục học Bartok, Stravinsky và điều khiển dàn nhạc với Hermann Scherchen. Anh đã dành rất nhiều thời gian để nghe nhạc jazz và tìm kiếm một phong cách âm nhạc của riêng mình vượt ra ngoài các lĩnh vực tango. Anh quyết định bỏ bandoneon và dành thời gian để viết và học nhạc. Giữa những năm 1950 và 1954, ông sáng tác một loạt các tác phẩm mà bắt đầu phát triển phong cách độc đáo của ông: Para lucirse, Tanguango, Prepárense, Contrabajeando, Triunfal và Lo que vendrá.

### Các nghiên cứu ở Paris
Với sự thúc giục của Ginastera, vào ngày 16 tháng 8 năm 1953, Piazzolla tham dự Giải thưởng Fabian Sevitzky với tác phẩm cổ điển "Buenos Aires Symphony in Three Movements". Buổi trình diễn diễn ra tại trường luật ở Buenos Aires với dàn nhạc giao hưởng Radio del Estado dưới sự chỉ đạo của chính Sevitzky. Vào cuối buổi hòa nhạc, một cuộc chiến đã nổ ra giữa các khán giả cảm thấy bị xúc phạm bởi sự bao gồm của hai bandoneon trong một dàn nhạc giao hưởng truyền thống. Mặc dù vậy, nhờ sáng tác này Piazzolla nhận được khoản trợ cấp từ chính phủ Pháp để theo học tại Paris với giáo sư dạy soạn nhạc huyền thoại người Pháp Nadia Boulanger tại nhạc viện Fontainebleau .
Năm 1954, ông và vợ để lại hai đứa con của họ (Diana ở tuổi 11 và Daniel ở độ tuổi 10) cho bố mẹ của Piazzolla và đi sang Paris. Piazzolla đã mệt mỏi với tango và cố gắng giấu đi quá khứ của ông ta và các sáng tác bandoneon đối với Boulanger, nghĩ rằng số mạng của mình nằm trong nhạc cổ điển. Giới thiệu công việc của mình, Piazzolla chơi cho bà một số tác phẩm được cảm hứng từ nhạc cổ điển, nhưng cho đến khi anh chơi nhạc tango Triunfal cho bà, bà ta chúc mừng ông và khuyến khích ông theo đuổi sự nghiệp của mình trong nhạc tango, nhận ra rằng, tài năng của ông nằm ở đó. Điều này là để chứng minh một cuộc chạm trán lịch sử và một con đường bắc ngang trong sự nghiệp của Piazzolla.
Với Boulanger, ông học về cách bố trí nhạc cổ điển, bao gồm cả đối âm, mà đóng một vai trò quan trọng trong các tác phẩm tango sau này của ông. Trước khi rời khỏi Paris, ông nghe được ban nhạc 8 người (octet) nhạc jazz của nhạc sĩ Saxophone Gerry Mulligan, đưa cho ông tới ý tưởng thành lập octet riêng của mình khi ông trở về Buenos Aires. Ông sáng tác và thu âm một chuỗi tangos với dàn nhạc String Orchestra của Paris Opera và bắt đầu chơi bandoneon trong khi đứng lên, đặt chân phải lên ghế và phần dưới nhạc cụ lên đùi phải. Cho đến thời điểm đó các nhà bandoneon ngồi ghế chơi nhạc.

### Trong nhóm tiên phong củanuevo tango
Trở về Argentina, Piazzolla thành lập Orquesta de Cuerdas (String Orchestra), biểu diễn cùng với ca sĩ Jorge Sobral và Octeto Buenos Aires năm 1955. Với hai bandoneon (Piazzolla và Leopoldo Federico), hai violin (Enrique Mario Francini và Hugo Baralis), contrabass (Juan Vasallo), cello (José Bragato), piano (Atilio Stampone), và một cây đàn guitar điện (Horacio Malvicino), Octeto của anh đã phá vỡ khuôn mẫu của orquesta típica truyền thống và tạo ra một âm thanh mới giống như nhạc thính phòng, không có một ca sĩ và chơi "phăng" (ứng tấu) giống như nhạc jazz. Đây là một bước ngoặt trong sự nghiệp của mình và là một bước ngoặt trong lịch sử tango. Cách tiếp cận mới của Piazzolla đối với điệu tango, nuevo tango, khiến ông trở thành một nhân vật gây tranh cãi ở quê hương của mình cả về mặt âm nhạc và chính trị. Tuy nhiên, âm nhạc của ông đã đạt được sự chấp nhận ở châu Âu và Bắc Mỹ, và việc tái bản tango của ông được chấp nhận bởi một số thành phần tự do của xã hội Argentina, những người đang thúc đẩy những thay đổi chính trị song song với cuộc cách mạng âm nhạc của ông.
Năm 1958, ông giải tán cả Octeto và Dàn nhạc Dây và trở lại thành phố New York với gia đình, nơi ông cố gắng kiếm sống như một nhạc sĩ và người hòa âm. Thành lập nhóm riêng của mình trong thời gian ngắn, nhóm nhạc Jazz Tango Quintet mà ông cùng thực hiện chỉ hai lần thu âm, những nỗ lực của anh để pha trộn nhạc jazz và tango đã không thành công. Ông nhận được tin về cái chết của cha mình vào tháng 10 năm 1959 khi biểu diễn với Juan Carlos Copes và María Nieves ở Puerto Rico và khi trở về New York vài ngày sau đó, ông yêu cầu được để yên một mình trong căn hộ của mình và ít hơn một giờ đã sáng tác bản tango nổi tiếng Adiós Nonino của ông, trong sự tưởng niệm tới cha mình.
Copes và Nieves thu hút đầy khán giả tại Club Flamboyan ở San Juan, Puerto Rico với ban "Compañia Argentina Tangolandia". Piazzolla chịu trách nhiệm về âm nhạc. Chuyến lưu diễn tiếp tục ở New York, Chicago và rồi Washington. Chương trình cuối cùng mà cả ba người trong số họ cùng nhau xuất hiện trên CBS, kênh truyền hình màu duy nhất tại Mỹ vào lúc đó, trên Arthur Murray Show vào tháng 4 năm 1960.
Trở lại Buenos Aires vào cuối năm đó, ông tập hợp được một Quintet đầu tiên và có lẽ nổi tiếng nhất, first Quinteto gồm bandoneon (Piazzolla), piano (Jaime Gosis), violin (Simón Bajour), guitar điện (Horacio Malvicino) và contrabass (Kicho Díaz). Trong số nhiều nhóm mà Piazzolla thiết lập trong sự nghiệp của mình, đó là đội hình quintet thể hiện tốt nhất cách tiếp cận của ông với tango.

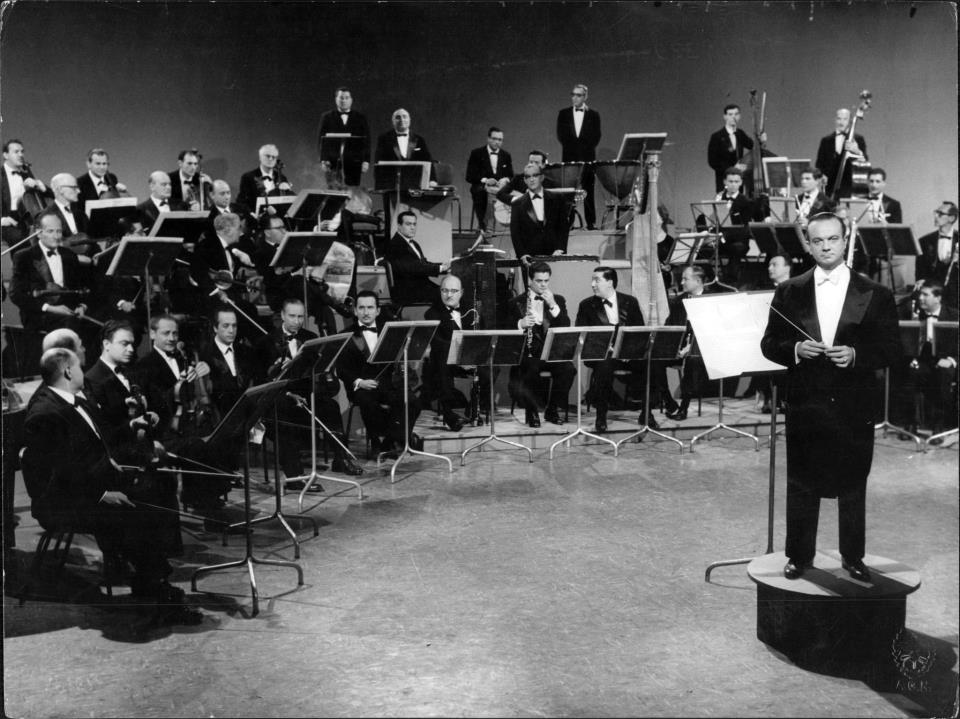
Piazzolla và dàn nhạc của ông trong kênh truyền hình Canal13 vào năm 1963. (AGN)

Năm 1963 ông thiết lập Nuevo Octeto và cùng năm ra mắt Tres Tangos Sinfónicos, dưới sự chỉ đạo của Paul Klecky, nhờ dàn nhạc đó mà ông được trao giải thưởng Hirsch.
Năm 1965 ông cho phát hành El Tango, một album mà ông đã hợp tác với nhà văn người Argentina Jorge Luis Borges. Bản thu âm gồm Quinteto của ông cùng với một dàn nhạc, ca sĩ Edmundo Rivero và Luis Medina Castro ngâm thơ.
Năm 1966, ông bỏ Dedé Wolff và năm sau ký một hợp đồng 5 năm với nhà thơ Horacio Ferrer, người mà đặt lời nhạc kịch "María de Buenos Aires" ông đã sáng tác. Tác phẩm được công chiếu lần đầu tiên vào tháng 5 năm 1968 với ca sĩ Amelita Baltar trong vai chính và giới thiệu một phong cách mới của tango, Tango Canción (bản nhạc Tango). Không lâu sau đó, ông bắt đầu có mối quan hệ với Amelita Baltar. Năm sau anh viết  Balada para un loco  với lời của Ferrer được trình chiếu lần đầu tại Liên hoan Âm nhạc Iberoamerican First với Amelita Baltar và chính Piazzolla điều khiển dàn nhạc. Piazzolla được trao giải nhì và bố trí này chứng minh là thành công được yêu chuộng đầu tiên của ông.
Năm 1970 Piazzolla lại sang Paris, với Ferrer ông viết nhạc kịch tôn giáo El pueblo joven sau đó được trình chiếu ở Saarbrücken, Đức năm 1971. Vào ngày 19 tháng 5 năm 1970, ông đã tổ chức một buổi hòa nhạc với Quinteto tại Teatro Regina ở Buenos Aires, Cuatro Estaciones Porteñas.
Trở lại Buenos Aires, ông thành lập Conjunto 9 (a.k.a. Nonet), một đội hình âm nhạc thính phòng, đó là việc thực hiện ước mơ của Piazzolla và ông đã sáng tác một số nhạc tinh xảo nhất của mình. Bây giờ ông đã bỏ first Quinteto của mình và thực hiện một số bản thu âm với dàn nhạc mới của ông ở Ý. Trong một năm, Conjunto 9 đã gặp rắc rối về tài chính và bị giải thể và năm 1972, ông tham gia buổi biểu diễn đầu tiên của mình tại Teatro Colón ở Buenos Aires, chia sẻ cước phí với các dàn nhạc Tango khác.
Sau một thời gian với năng suất tuyệt vời với tư cách là một nhà soạn nhạc, ông bị nhồi máu cơ tim vào năm 1973 và cùng năm đó ông chuyển đến Ý, nơi ông bắt đầu một loạt các bản thu âm, kéo dài khoảng năm năm. Nhà xuất bản âm nhạc Aldo Pagani, một đối tác của Curci-Pagani Music, đã mời Piazzolla một hợp đồng kéo dài 15 năm tại Rome để ghi lại bất cứ điều gì ông có thể viết. Album nổi tiếng Libertango của anh đã được ghi âm tại Milan  vào tháng 5 năm 1974 và năm sau anh rời bỏ Amelita Baltar và vào tháng 9 thu âm album Summit (Reunión Cumbre) cùng với nhạc sĩ sành điệu Gerry Mulligan và dàn nhạc của Ý, bao gồm các nhạc sĩ jazz như bassist Pino Presti và tay trống Tullio De Piscopo, tại Milan. Album này bao gồm tác phẩm Aire de Buenos Aires của Mulligan.
Năm 1975 ông thành lập Octet điện tử của mình, bao gồm bandoneon, piano điện và/hoặc piano âm thanh, organ, guitar, bass điện, trống, đàn synthesizer và violin, mà sau này được thay thế bằng một cây sáo hay kèn saxophone. Sau đó trong năm Aníbal Troilo chết và Piazzolla soạn Suite Troileana trong ký ức của mình, một tác phẩm gồm bốn phần, mà anh thu âm với Conjunto Electronico. Tại thời điểm này Piazzolla bắt đầu hợp tác với ca sĩ Jose A. Trelles và họ cùng thực hiện một số bản thu âm.
Trong tháng 12 năm 1976 ông trình diễn tại một buổi hòa nhạc tại Teatro Gran Rex ở Buenos Aires, nơi ông đã trình bày tác phẩm của mình, "500 motivaciones" viết đặc biệt cho Conjunto Electronico, và vào năm 1977 ông cũng trình diễn trong một buổi hòa nhạc đáng nhớ tại Olympia ở Paris, với một sự đội hình thành của Conjunto Electronico.
Năm 1978, ông thành lập Nhóm nhạc 5 người (Quintet) thứ hai của mình, với nhóm này ông đi trình diễn vòng quanh thế giới trong 11 năm, và nó làm cho ông trở nên nổi tiếng thế giới. Ông cũng viết nhạc thính phòng trở lại và các tác phẩm nhạc giao hưởng.
Trong thời gian chế độ độc tài quân sự Argentina 1976-1983, Piazzolla sống ở Ý, nhưng nhiều lần về thăm Argentina, thu âm ở đó, và ít nhất một lần đã ăn trưa với nhà độc tài Jorge Rafael Videla. Tuy nhiên, mối quan hệ của ông với nhà độc tài có lẽ không thân thiện lắm, như được kể lại trong Astor Piazzolla, A manera de memorias .
Năm 1995 gia đình ông nhận được giải thưởng Konex, như là nhạc sĩ quan trọng nhất của thập kỷ ở Argentina.